# Герб Вадуца
Герб Вадуца — офіційний геральдичний символ столиці Ліхтенштейна Вадуца.

## Опис та символізм
Герб міста Вадуц являє собою традиційний геральдичний щит іспанської форми, хрестоподібно розділений на 4 рівнозначні частини. Перше та четверте поле (верхня права і нижня ліва частини) пофарбовані в срібний (білий) колір, друге і третє (верхня ліва і нижня права частини) - в червоний. На кожній срібній частині розміщено зображення традиційної князівської корони, виконане червоним кольором. На червоних полях розташовуються однакові зображення срібного церковного прапора і трьох кілець над ним. Срібний прапор на гербі служить нагадуванням про те, що граф Хартманн III Варденберг-Саргані в 1342 р. отримав у дар землі, в даний час відносяться до Оберланд, і частина території Унтерланд. Договір, відповідно до якого відбулося вручення земель графу, і став початком існування графства Вадуц. Також цей символ служить вказівкою на те, що графи Вадуца заснували церкву Святого Флоріна. Герб був дарований жителям Вадуца правителем держави відносно недавно - в 1978 р.